# Bundeskriminalamt (Österreich)
Das Bundeskriminalamt (BK) ist Österreichs Zentralstelle zur landesweiten Kriminalitätsbekämpfung und zur internationalen polizeilichen Zusammenarbeit. Es ist eine Organisationseinheit der Generaldirektion für die öffentliche Sicherheit und damit Teil des Bundesministeriums für Inneres.
Der Sitz des Bundeskriminalamtes ist Wien. Es befindet sich im Bundesamtsgebäude Josef-Holaubek-Platz in Wien-Alsergrund. Zusätzlich zählt das Bundeskriminalamt zahlreiche Außenstellen, an denen einzelne Abteilungen aus Platzmangel oder aus Gründen der Geheimhaltung angesiedelt sind. Pläne, alle Dienststellen an einem Standort zu versammeln (etwa am Standort der Sicherheitsakademie in Traiskirchen/Niederösterreich), sind wiederholt gescheitert.

## Geschichte
Die Aufgaben des Bundeskriminalamts wurden ursprünglich von der sogenannten "Gruppe D" des Innenministeriums erfüllt. Im Jahr 2003 erfolgte nach deutschem Vorbild die Gründung des Bundeskriminalamts durch das Bundeskriminalamtgesetz.
Ende Dezember 2020 wurde Andreas Holzer mit der Leitung des Bundeskriminalamts betraut.
Franz Lang, ehemaliger Direktor des Bundeskriminalamts und geschäftsführender Generaldirektor für die öffentliche Sicherheit, trat mit November 2020 in den Ruhestand.

### Internet-Auftritt

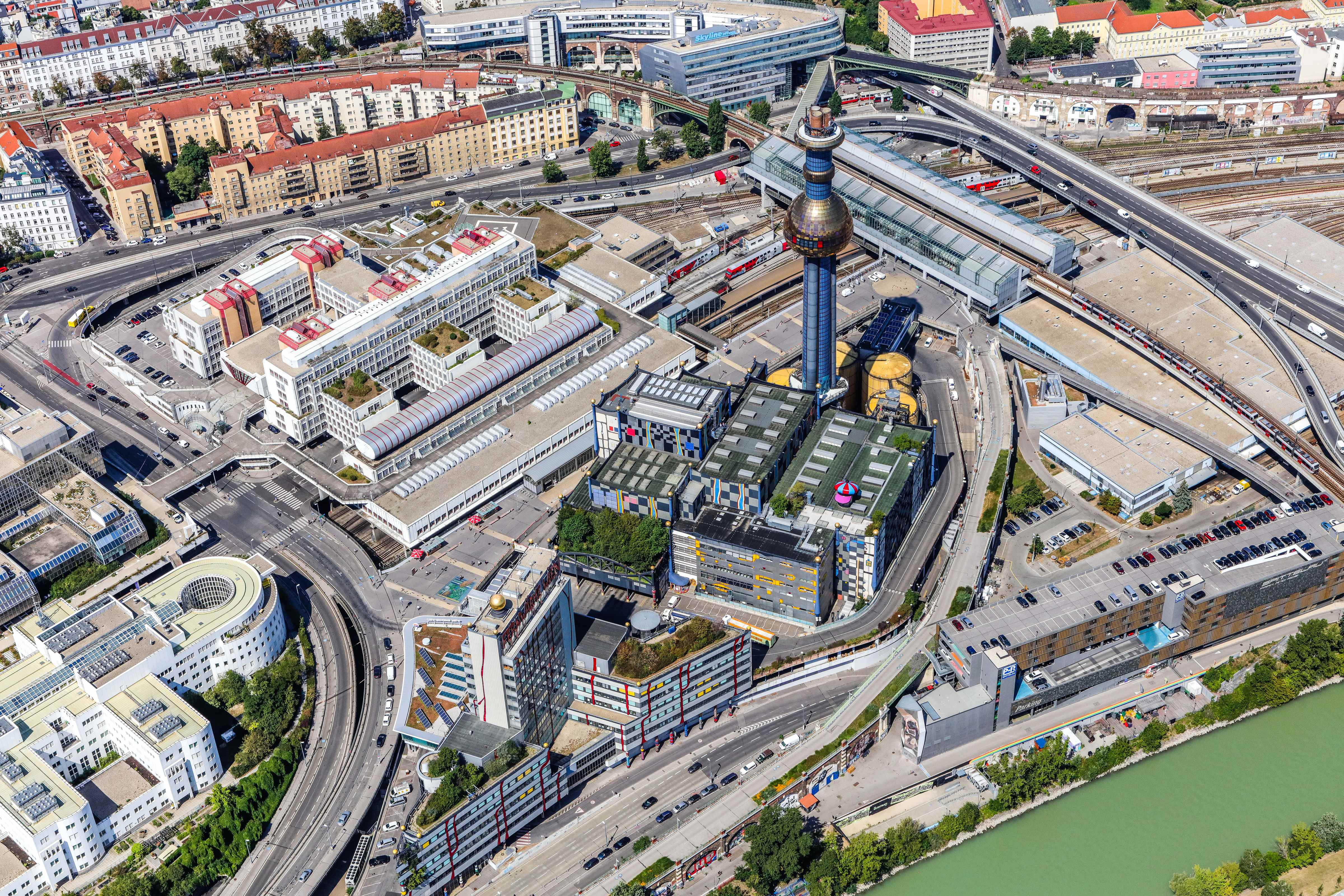
Bundesamtsgebäude Josef-Holaubek-Platz, Sitz des Bundeskriminalamts

Das Bundeskriminalamt führt die Startseite seines Intranets als Nachrichtenportal. Die Bandbreite der Nachrichten reicht von Warnungen vor Internet-Betrugsmaschen bis hin zu Stellungnahmen des Innenministers zu aktuellen Ereignissen.
Im November 2009 entschloss sich das Bundeskriminalamt, einen Facebook-Auftritt aufzunehmen. Der Auftritt zielt darauf ab, die Präventionsarbeit bürgernah zu präsentieren.

## Organisation
Das Bundeskriminalamt untersteht der Generaldirektion für die öffentliche Sicherheit, der Sektion II des Bundesministeriums für Inneres. 
Es wird seit Dezember 2020 von Direktor Andreas Holzer geleitet. Derzeit sind rund 700 Bedienstete im Bundeskriminalamt tätig. 
Es gliedert sich in sieben Abteilungen, diese in Büros und diese wiederum in Referate.
- Abteilung 1: Kriminalstrategie und zentrale Administration
- Abteilung 2: Internationale Polizeikooperation
- Abteilung 3: Ermittlungen, Organisierte und Allgemeine Kriminalität
- Abteilung 4: Kriminalanalyse
- Abteilung 5: Kriminalpolizeiliche Assistenzdienste
- Abteilung 6: Forensik und Technik
- Abteilung 7: Wirtschaftskriminalität

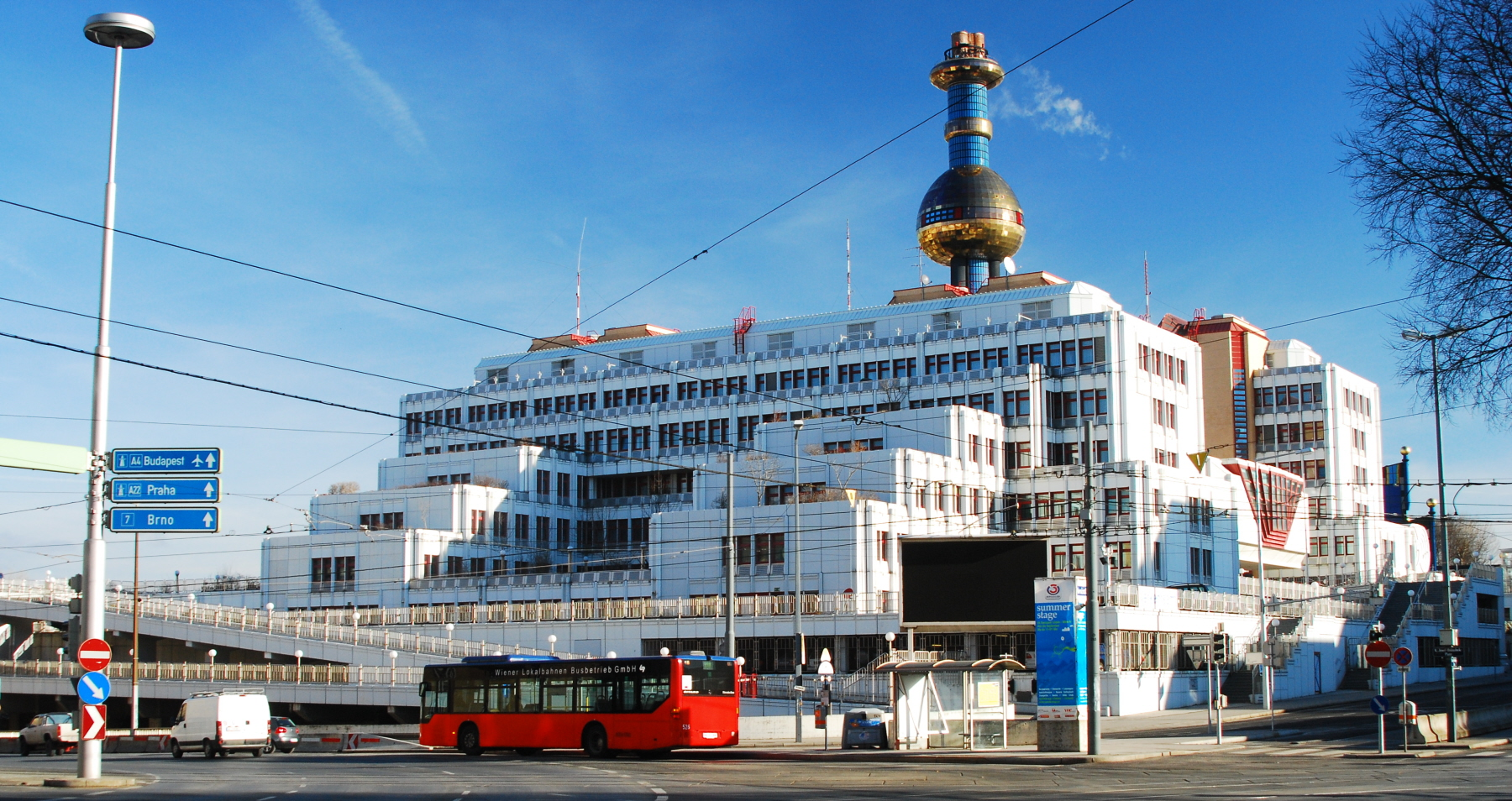
Weitere Ansicht

## Aufgaben
Ziel der Gründung des Bundeskriminalamts war die Stärkung und Professionalisierung der kriminalpolizeilichen Strukturen auf Bundesebene. Die Reform stand im Zusammenhang mit weitergehenden Organisationsänderungen, wie der Errichtung von Landeskriminalämtern und der Zusammenlegung von Gendarmerie und Polizei im Jahr 2005. Wie schon früher die Gruppe D, fungiert auch das Bundeskriminalamt als österreichisches Landeszentralbüro der Interpol und nationales Büro von Europol, des Schengener Informationssystems ("SIRENE-Büro" = Supplementary Information Request at the National Entry) und der EGMONT-Gruppe (A-FIU = Österreichische Geldwäschemeldestelle).
Das Bundeskriminalamt ist auch operativ tätig und keine reine Koordinierungsstelle (wie etwa das nationale Interpol-Büro in den USA). Formelle Kontakte zwischen österreichischen und ausländischen Sicherheitsbehörden müssen mit wenigen Ausnahmen auf dem Dienstweg laufen und dürfen nicht von nachgeordneten Polizeidienststellen direkt abgewickelt werden. Im Bundeskriminalamt sind mehrere Meldestellen eingerichtet (z. B. für Geldwäsche, Internetkriminalität und Kinderpornografie).
Das Büro für Zielfahndung sucht gezielt im In- und Ausland nach untergetauchten Schwerkriminellen; das Büro für "Cold Case-Management" ermittelt in ungelösten Kriminalfällen, etwa weil in früheren Zeiten keine internationalen DNA-Datenbanken für den Abgleich von Tatortspuren zur Verfügung standen. 
2016 wurde das Büro 3.4 (Joint Operational Office against Human Smuggling and Human Trafficking) geschaffen, das über ca. 150 Mitarbeiter verfügt, einschließlich der ausländischen EU-Polizisten und interkulturelle Mediatoren.

## Abkürzung BK
Die Abkürzung „BK“ wurde gewählt, um eine Verwechslung mit dem Bundeskanzleramt zu vermeiden, das mit „BKA“ abgekürzt wird.
 Die Rechtsvorschrift für das Bundeskriminalamt (Bundesgesetz über die Einrichtung und Organisation des Bundeskriminalamtes) wird jedoch mit „BKA-G“ (Bundeskriminalamt-Gesetz) abgekürzt.
In Deutschland werden zur Unterscheidung die Abkürzungen „BKA“ für das Bundeskriminalamt sowie „BKAmt“ für das Bundeskanzleramt und „BKartA“ für das Bundeskartellamt verwendet.